# Rasa de Sòria
La Rasa de Sòria és un torrent afluent per l'esquerra del Cardener que fa el tot seu curs pel termes municipal de Navès.

## Descripció
Neix a 1.025 msnm sota la Cinglera de la Llosa del Cavall. Devalla pel vessant de llevant de la vall del Cardener seguint la direcció cap a les 10 del rellotge. Al passar pel sud de la masia de Sòria és embassat en dues basses la major de les quals té una extensió de 2.500 m². Desguassa al Cardener a 654 msnm a uns 400 metres aigües amunt de la Font de la Boixassa.

## Xarxa hidrogràfica
La xarxa hidrogràfica de la Rasa de Sòria està integrada per un total de 6 cursos fluvials dels quals 5 són subsidiaris de 1r nivell de subsisiaritat. La totalitat de la xarxa suma una longitud de 3.934 m.